# Pilocarpine
Pilocarpine là một loại thuốc được sử dụng để điều trị tăng áp lực bên trong mắt và khô miệng. Dạng thuốc nhỏ mắt có thể sử dụng cho bệnh nhân bị bệnh tăng nhãn áp góc đóng cho đến khi phẫu thuật có thể được thực hiện. Ngoài ra, chúng còn dùng cho tăng huyết áp mắt, tăng nhãn áp góc mở, và làm co đồng tử sau khi chúng giãn nở. Các tác dụng thường xuất hiện trong vòng một giờ sau khi nhỏ thuốc và hiệu ứng kéo dài đến khoảng một ngày. Dạng thuốc uống qua đường miệng được sử dụng để chữa khô miệng là kết quả của hội chứng Sjogren hoặc xạ trị.
Tác dụng phụ thường gặp của dạng thuốc nhỏ mắt bao gồm kích ứng mắt, tăng rách, đau đầu và mờ mắt. Các tác dụng phụ khác có thể kể đến như phản ứng dị ứng và bong võng mạc. Sử dụng thường không được khuyến cáo trong giai đoạn mang thai. Pilocarpine thuộc họ thuốc co đồng tử. Chúng hoạt động bằng cách kích hoạt thụ thể cholinergic của loại muscarinic giúp làm mở mạng lưới sợi mô và sự dịch thủy sẽ chảy ra khỏi mắt.
Pilocarpine được phân lập vào năm 1874. Nó nằm trong danh sách các thuốc thiết yếu của Tổ chức Y tế Thế giới, tức là nhóm các loại thuốc hiệu quả và an toàn nhất cần thiết trong một hệ thống y tế. Chi phí bán buôn ở các nước đang phát triển là khoảng 1,61 đến 4,88 USD/chai 10 ml. Tại Hoa Kỳ, một tháng điều trị có giá dưới 25 USD. Ban đầu, chúng được tổng hợp từ cây Pilocarpus ở Nam Mỹ.